# Ivan Evstratiev Guechov
Ivan Evstratiev Guechov (en bulgare : Иван Евстратиев Гешов), né le 20 février 1849 à Plovdiv dans le pachalik d'Andrinople (Empire ottoman) et mort le 11 mars 1924 à Sofia (Bulgarie), est un homme politique bulgare. 
Dirigeant du Parti populaire (en), il est président du Conseil des ministres du royaume de Bulgarie de 1911 à 1913, soit durant la première guerre balkanique.

## Biographie
Il fait des études secondaires au Robert College britannique de Constantinople puis de 1869 à 1872, des études de sciences politiques et de finance à l'Owens College de Manchester. Correspondant du Times pendant l'insurrection bulgare d'avril 1876, il prend une part active dans le mouvement d'émancipation de la Bulgarie face à l'Empire ottoman. 
Le 12 août 1877, soit quelques mois après le déclenchement de la guerre russo-turque, il est arrêté avec son cousin Ivan Stefanov Guechov (bg) à Plovdiv. Suspectés de collaboration avec l'Empire russe, les deux hommes sont condamnés à la peine de mort par un tribunal militaire. Ils ne sont cependant pas exécutés en raison de l'intervention des ambassadeurs britannique (Austen Henry Layard) et américain (Oscar Straus). Au lieu de cela, ils sont placés en détention à Constantinople (d'abord en prison, puis en résidence surveillée) jusqu'en mars 1878, date à laquelle ils sont libérés en application de l'amnistie prévue par le traité de paix de San Stefano. 
En 1883, il est nommé gouverneur de la Banque nationale de Bulgarie. Il est membre puis dirigeant du Parti populaire (en) jusqu'en 1920, date à laquelle il fusionne avec le Parti libéral progressiste (en) pour former le Parti progressiste du peuple uni (en). Il est ministre des finances (en) à deux reprises : en 1886 dans le premier gouvernement (bg) de Vassil Radoslavov, puis de 1894 à 1897 dans les deuxième (bg) et troisième gouvernement (bg) de Konstantin Stoïlov. En 1899, il dirige la Croix-Rouge de Bulgarie (en). Il est nommé par le tsar Ferdinand Ier de Bulgarie président du Conseil des ministres le 29 mars 1911 et forme un gouvernement de coalition (bg) entre le Parti populaire et le Parti libéral progressiste. Il signe des traités avec la Serbie et la Grèce pour consacrer la Ligue balkanique.